# Aeroportul Ambilobe
Aeroportul Ambilobe (IATA: AMB, ICAO: FMNE) este un aeroport din Provincia Antsiranana, Madagascar ce deservește zona Ambilobe⁠(d). A fost numit după zona deservită.
Situat la o altitudine de 22 m, aeroportul dispune de 1 pistă.

## Infrastructură

### Piste
Aeroportul dispune de o singură pistă. Pista are orientarea 11/29. 